# لوكاس أوفييدو
لوكاس أوفييدو (بالإسبانية: Lucas Oviedo)‏ (19 أبريل 1985 بتوكومان في الأرجنتين - ) هو لاعب كرة قدم أرجنتيني في مركز الوسط. لعب مع تيغري وسان مارتين دي توكومان ‏ وBoca Unidos ‏ وسارمينتو دي خونين وسان مارتين دي سان خوان.

## وصلات خارجية
- لوكاس أوفييدو على موقع إي إس بي إن إف سي (الإنجليزية)
- لوكاس أوفييدو على موقع قاعدة بيانات كرة القدم.إي يو (الإنجليزية)
- لوكاس أوفييدو على موقع Soccerway.com (الإنجليزية)